# Psarocolius atrovirens
El cacique verdioscuro (Psarocolius atrovirens) es una especie de ave paseriforme de la familia Icteridae propia de los Andes centrales.

## Distribución y hábitat
Se encuentra en las pendientes orientales de los Andes en Bolivia y Perú. Sus hábitat natural son los bosques húmedos montanos tropicales.